# سکیگاهارا (فیلم)
سکیگاهارا (انگلیسی: Sekigahara) فیلمی ژاپنی در سبک جیدایگکی به کارگردانی ماساتو هارادا با بازی جون‌ایچی اوکادا در نقش ایشیدا میتسوناری است که در سال ۲۰۱۷ منتشر شد.

## طرح
در سال ۱۵۷۰، تویوتومی هیده‌یوشی با نوحوانی که معبد کار می‌کند به نام «ساکیچی» آشنا می‌شود و پس از اینکه تحت تأثیر رفتار او قرار می‌گیرد، او را به خدمت می‌گیرد. ساکیچی بزرگ می‌شود و در نهایت نام خود را به ایشیدا میتسوناری تغییر می‌دهد و در خدمت استاد جدیدش به ثروت، زمین و اعتبار می‌رسد. هیده‌یوشی بیشتر ژاپن را متحد می‌کند و عنوان کانپاکو و سشو را به خود اختصاص می‌دهد، اما در سنین پیری دچار اشتباهاتی می‌شود: او تهاجم ژاپن به کره (۱۵۹۸–۱۵۹۲) را با هزینه بسیار دستور می‌دهد تا دارایی‌های خود را گسترش دهد. اما ارتش او شکست خورده و اکثر دست نشاندگانش تقریباً ورشکسته می‌شوند. تویوتومی در سال ۱۵۹۵ پس از اینکه صاحب پسری به نام تویوتومی هیده‌یوری شد، پس از سال‌ها ناتوانی در داشتن فرزند، دستور اعدام تویوتومی هیده‌تسوگو خواهرزاده خود و کل خانواده‌اش را به بهانه خیانت می‌دهد تا پسرش بتواند با خیال آسوده وارث جدید او باشد. میتسوناری که از این اقدام ناعادلانه مأیوس شده‌است، درخواست بخشش برای هیده‌تسوگو می‌کند، اما نمی‌تواند هیده‌یوشی را از تصمیم خود منصرف کند.
پس از حمله خدمتکاران یکی از زنان محکوم به ایشیدا و سربازانش در حین اعدام، میتسوناری تحت تأثیر وفاداری آنها به بانوی خود قرار می‌گیرد و از اعدام آنها چشم پوشی می‌کند، حتی یکی از خدمتکاران، زنی به نام هاتسومه نو تسوبونه را به خدمت می‌گیرد. او به عنوان یک جاسوس میتسوناری همچنین با شیما ساکون ملاقات می‌کند، میتسوناری نیمی از درآمد خود را به ساکون پیشنهاد می‌دهد اگر به عنوان یک سامورایی به او خدمت کند، اما ساکون در ابتدا او را رد می‌کند، زیرا او از ارباب میتسوناری، خاندان تویوتومی متنفر است. در طول شام با ساکون و همسرش، هانانو، میتسوناری ساکون را متقاعد می‌کند که با قول دادن به او که پس از مرگ تویوتومی، به پسر تویوتومی کمک کند می‌تواند کاری کند که او کشور را منصفانه‌تر و عاقلانه‌تر از پدرش اداره کند.
دسیسه‌ها در اطراف هیده یوشی در قلعه اوساکا ادامه می‌یابد زیرا هیده‌یوشی بیمار و ضعیف می‌شود. میتسوناری و دوست دیرینه‌اش اوتانی یوشیتسوگو به درستی گمان می‌کنند که توکوگاوا ایه‌یاسو، ثروتمندترین ارباب کشور، پس از مرگ هیده‌یوشی، برای غصب کنترل خاندان تویوتومی در حال انجام توطئه است. توکوگاوا به‌طور مخفیانه با دست نشاندگان خود، هوندا تاداکاتسو و ای نائوماسا شروع به توطئه می‌کند تا پس از مرگ هیده‌یوشی علیه میتسوناری قیام کند، زیرا آنها گمان می‌کنند که میتسوناری سعی خواهد کرد کنترل شورای حکمرانی را به دست گیرد تا زمانی که هیده‌یوری کودک، به سن جوانی رسید بتواند بر کشور حکومت کند. پس از اینکه دست نشانده تویوتومی کوبایاکاوا هیده‌آکی تنزل رتبه می‌یابد و بیشتر زمین‌هایش توسط هیده‌یوشی مصادره می‌شود. توکوگاوا او را متقاعد می‌کند که میتسوناری، هیده‌یوشی را علیه او برانگیخته است. او همچنین حمایت هفت شو، محافظان شخصی بسیار مورد احترام هیده‌یوشی را پس از اینکه در پی یک نزاع در مستی از مجازات معاف شدند، به دست می‌آورد. هاتسومه با استفاده از رشوه و جاسوسی سعی می‌کند میتسوناری را از اقدامات توکوگاوا مطلع کند، اما جاسوس توکوگاوا، مار سفید، که از نفوذش برای جلوگیری از فروش اطلاعات خبرچینان در کیوتو به هاتسومه استفاده می‌کند، مانع او می‌شود.
در سال ۱۵۹۸، هیده‌یوشی به بیماری خود تسلیم شد و میتسوناری دستور می‌دهد که مرگ او را تا بازگشت همه نیروها از کره پنهان کنند تا از هرج و مرج در طول عقب‌نشینی جلوگیری شود. وقتی خبر مرگ تویوتومی علنی می‌شود و این حقه فاش می‌شود، توکوگاوا آن را به عنوان مدرک دیگری در نظر می‌گیرد که میتسوناری قصد دارد کنترل شورای حکمرانی را به دست بگیرد. توکوگاوا نقشه می‌کشد تا هفت شو شکایتی را علیه میتسوناری به شورای حکمرانی ارائه کند و او را متهم به غصب هیده‌یوری کند، اما میتسوناری از طریق هاتسومه از این موضوع مطلع می‌شود و با درخواست یکی از متحدانش علیه هفت نیزه‌دار جلوی آنها را می‌گیرد. درگیری میتسوناری و فرماندهان بازگشته از کره اجتناب ناپذیر به نظر می‌رسد، اما به دلیل دخالت مائدا توشی‌ایه، یک ارباب محترم که با توکوگاوا و میتسوناری دوست است، یک آتش‌بس موقت برقرار می‌شود.
یک سال بعد، مائدا توشی‌ایه می‌میرد و هفت شو برای ترور میتسوناری نقشه می‌کشند، بنابراین او مجبور می‌شود به قلعه خود در ساویاما فرار کند. قبل از رفتن، او عشق خود را به هاتسومه ابراز می‌کند و به او می‌گوید که نمی‌تواند با او باشد زیرا قبلاً ازدواج کرده‌است، اما با این وجود او کسی است که بیشتر دوستش دارد. با این حال، پس از مأموریت ارسال مخفیانه پیام به اوتانی یوشیتسوگو که به شدت بیمار است، هاتسومه در جاده توسط قاتلانی که توسط مار سفید فرستاده شده بود در کمین قرار می‌گیرد، دستگیر می‌شود و به بردگی فروخته می‌شود.
میتسوناری با رقیب قدیمی توکوگاوا، اوئه‌سوگی کاگه‌کاتسو اتحاد برقرار می‌کند و هر دو به توکوگاوا اعلان جنگ می‌کنند و او را به غاصب بودن متهم می‌کنند. مردان اوئه‌سوگی به استان محل سکونت توکوگاوا حمله می‌کنند و او را مجبور می‌کنند تا علیه آنها لشکرکشی کند. در این میان، نیروهای میتسوناری سعی می‌کنند گروگان‌هایی را از خانواده‌های اربابان ساکن اوساکا به دست بیاورند، اما یکی از این گروگان‌گیری‌ها به این نتیجه ختم می‌شود که تمام اعضای خاندان هوسوکاوا خود را می‌کشند و خانه‌شان را آتش می‌زنند. میتسوناری که احساس گناه می‌کند، دستور می‌دهد که دیگر هیچ گروگانی گرفته نشود و سپس او شروع به بسیج ارتش خود می‌کند و اوتانی یوشیتسوگو، ساکون و کوبایاکاوا هیده‌آکی به آنها ملحق می‌شوند، که آکی یک مأمور دو جانبه برای توکوگاوا است. در جای دیگر، هاتسومه از دست اسیرکنندگانش فرار می‌کند و شروع به سفر به سمت سکیگاهارا می‌کند و پیش‌بینی می‌کند که ارتش میتسوناری و توکوگاوا در آنجا با هم جنگ کنند.
در ۲۱ اکتبر ۱۶۰۰، نبرد در نبرد سکیگاهارا آغاز می‌شود. ساکون یک نیروی کوچک نخبه را علیه پیشتاز توکوگاوا کورودا ناگاماسا رهبری می‌کند. آنها را به عقب می‌راند، اما در این روند مورد اصابت گلوله قرار می‌گیرد، که او را مجبور می‌کند فرماندهی را واگذار کند و به درمانگاه میدان جنگ که همسرش اداره می‌کند، عقب‌نشینی کند. یکی از نینجاهای میتسوناری تلاش می‌کند تا توکوگاوا را در کمپ خود ترور کند، اما توسط مار سفید متوقف می‌شود و هر دو در جنگ با یکدیگر می‌میرند. همان‌طور که نبرد در تعادل است، کوبایاکاوا هیده‌آکی که مردد است که جانب کدام ارتش را بگیرد، توسط فرستادگان توکوگاوا تحت فشار قرار می‌گیرد تا خیانت از پیش برنامه‌ریزی شده خود را به میتسوناری ادامه دهد. پس از صدور دستور حمله، کوبایاکاوا هیده‌آکی سعی می‌کند آن را نادیده بگیرد و در عوض به توکوگاوا حمله کند، اما فرستاده توکوگاوا مانع از تغییر دستورها می‌شود. سربازان کوبایاکاوا هیده‌آکی علیه میتسوناری قرار می‌گیرند و یک حمله غافلگیرکننده علیه گردان‌های اوتانی انجام می‌دهند و در این روند موجب خودکشی داوطلبانه او می‌شوند. وحشت ناشی از آن، جرقه هرج و مرج در ارتش میتسوناری را ایجاد می‌کند و به نیروهای توکوگاوا اجازه می‌دهد تا آنها را شکست دهند و در نبرد پیروز شوند. میتسوناری از خودکشی خودداری می‌کند و در عوض پس از اطمینان از اینکه ساکون و مجروحان بیمارستان صحرایی او فرار کرده‌اند، خود او نیز فرار می‌کند.
میتسوناری مدتی را در مخفی شدن می‌گذراند تا در نهایت تسلیم سربازان توکوگاوا شود. زمانی که در زندان است، کوبایاکاوای غمگین با او ملاقات می‌کند که از اینکه به او پشت کرده پشیمان است. میتسوناری او را می‌بخشد و به او می‌گوید که اکنون با توکوگاوا همراه شود، زیرا برای نجات او خیلی دیر شده‌است و بنابراین کوبایاکاوا باید خود را حفظ کند. یک روز قبل از اعدام میتسوناری، توکوگاوا با او ملاقات می‌کند، اما هیچ‌یک از آنها چیزی به دیگری نمی‌گویند. در مسیر رسیدن به محل اعدام، میتسوناری هاتسومه را می‌بیند که بالاخره یک بار دیگر او را پیدا کرده‌است. در حالی که او و دستگیرشدگانش از کنار او می‌گذرند، او شعار خاندانش را به او می‌گوید: «اگر کسی خود را برای همه وقف کند، دنیا آباد خواهد شد.»

## بازیگران
سپاه غربی
- جون‌ایچی اوکادا در نقش ایشیدا میتسوناری
- کاسومی آریمورا در نقش هاتسومه
- تاکه‌هیرو هیرا در نقش شیما ساکون
- نوریکو ناکاگوشی در نقش هانانو، همسر ساکون
- ماساهیرو هیگاشیده در نقش کوبایاکاوا هیده‌آکی
- در نقش یاسوماسا اوبا اوتانی یوشیتسوگو
- آکاجی مارو در نقش شیمازو یوشی‌هیرو
- در نقش ماساکی میئورا شیمازو تویوهیسا
- شو ایکوشیما در نقش اوکیتا هیده‌ایه
- Iایکوجی ناکامورا در نقش ماشیتا ناگاموری
- یوشی‌آکی تسوجیماتو در نقش اوئه‌سوگی کاگه‌کاتسو
- کنیچی ماتسویاما در نقش نااوئه کانه‌تسوگو
- میتسو دن در نقش میوزن
- کیسوکه هورینه در نقش یاسوجیما سوگه‌زائمون
- کن یامامورا در نقش شیما نویوکاتسو
- در نقش سیسوکه یاماساکی موری تروموتو
- شیهو هارومی در نقش آنکوکوجی اکی

سپاه شرقی
- کوجی یاکوشو در نقش توکوگاوا ایه‌یاسو
- آیومی ایتو در نقش هبیشیرو/آچا
- یوکیا کیتامورا در نقش ای نائوماسا
- ماساتو وادا در نقش کورودا ناگاماسا
- تاکوما اوتو در نقش فوکوشیما ماسانوری
- یوهی ماتسوکادو در نقش کاتو کیوماسا
- چوکیچی کوبو در نقش هوندا ماسانوبو
- دایسوکه آمانو در نقش هوندا تاداکاتسو
- هارونو سیکیگوچی در نقش هوسوکاوا تادائوکی
- کایتو یوشیمورا در نقش ماتسودایرا تادایوشی
- در نقش ماساکازو سیگا ایکدا تروماسا
- کازوناگا تسوجی در نقش یاگیو مونه‌توشی
- در نقش تاسوکو ناگائوکا یاگیو مونه‌نوری
- شو ناکاجیما در نقش آکامیمی، یک نینجا از ایگا

دیگران
- کنیچی تاکیتو در نقش تویوتومی هیده‌یوشی
- میدوریکو کیمورا در نقش کودای این
- توکوما نیشیئوکا در نقش مائدا توشی‌ایه
- نانا وادا در نقش یودو دونو
- جوری یاماموتو در نقش کوماهیمه
- کاتسومی کیبا در نقش شیبا ریوتارو/راوی

## جوایز
| مراسم اهدای جایزه             | دسته‌بندی                               | نامزد            | نتیجه    |
| ----------------------------- | -------------------------------------- | ---------------- | -------- |
| چهل و دومین جایزه فیلم هوچی   | بهترین بازیگر نقش مکمل مرد             | کوجی یاکوشو      | برنده    |
| سی‌امین جایزه فیلم ورزشی نیکان | بهترین بازیگر نقش مکمل مرد             | کوجی یاکوشو      | برنده    |
| چهل و یکمین جایزه آکادمی ژاپن | جایزه آکادمی ژاپن برای بهترین فیلم سال | سکیگاهارا        | نامزدشده |
| چهل و یکمین جایزه آکادمی ژاپن | کارگردان سال                           | ماساتو هارادا    | نامزدشده |
| چهل و یکمین جایزه آکادمی ژاپن | بهترین تدوین                           | نامزدشده         |          |
| چهل و یکمین جایزه آکادمی ژاپن | بهترین بازیگر مرد                      | جونیچی اوکادا    | نامزدشده |
| چهل و یکمین جایزه آکادمی ژاپن | بهترین بازیگر نقش مکمل مرد             | کوجی یاکوشو      | نامزدشده |
| چهل و یکمین جایزه آکادمی ژاپن | بهترین موسیقی                          | هارومی فوکی      | نامزدشده |
| چهل و یکمین جایزه آکادمی ژاپن | بهترین فیلمبرداری                      | تکاهیده شیبانوشی | برنده    |
| چهل و یکمین جایزه آکادمی ژاپن | بهترین جهت نورپردازی                   | تاکاکی میانیشی   | برنده    |
| چهل و یکمین جایزه آکادمی ژاپن | بهترین کارگردانی هنری                  | تتسو هارادا      | نامزدشده |
| چهل و یکمین جایزه آکادمی ژاپن | بهترین صدابرداری                       | ماساتو یانو      | برنده    |